# テイラー (フリゲート)
| USS Taylor FFG-50 |                                                                                           |
| 艦歴              |                                                                                           |
| 発注:             |                                                                                           |
| 起工:             | 1983年5月5日                                                                              |
| 進水:             | 1983年11月5日                                                                             |
| 就役:             | 1984年12月1日                                                                             |
| 退役:             | 2015年5月8日                                                                              |
| 除籍:             |                                                                                           |
| その後:           | 中華民国海軍へ移管                                                                        |
| 要目              |                                                                                           |
| 排水量            | 基準: 3,225 t                                                                             |
| 排水量            | 満載: 4,100 t                                                                             |
| 全長              | 453 ft (138 m)                                                                            |
| 全幅              | 45.4 ft (13.8 m)                                                                          |
| 吃水              | 24 ft (7.3 m)                                                                             |
| 機関              | COGAG方式                                                                                 |
| 機関              | LM2500-30ガスタービンエンジン (20,500hp) ×2基                                             |
| 機関              | 可変ピッチプロペラ（5翔）×1軸                                                             |
| 機関              | 非常用旋回式スラスタ（350hp）×2基                                                         |
| 最大速            | 29ノット以上                                                                              |
| 航続距離          | 4,500 海里（20ノット巡航時）                                                              |
| 乗員              | 206名（士官13名）                                                                         |
| 兵装              | Mk.75 76mm単装速射砲×1基                                                                  |
| 兵装              | Mk.38 25mm単装機銃×2基                                                                    |
| 兵装              | Mk.15 20mmCIWS×1基                                                                        |
| 兵装              | M2 12.7mm単装機銃×4基                                                                     |
| 兵装              | Mk.13 mod.4単装ミサイル発射機×1基 * SM-1MR SAM * ハープーンSSM を発射可能 ※2003年以降撤去 |
| 兵装              | Mk.32 mod.17 3連装短魚雷発射管×2基                                                        |
| 艦載機            | SH-60B LAMPSヘリコプター×2機                                                              |
| C4ISTAR           | NTDS (JTDS＋リンク 11/14)                                                                 |
| C4ISTAR           | Mk.92 FCS (SM-1MR, 76mm砲用)                                                              |
| C4ISTAR           | AN/SQQ-89 ASWCS                                                                           |
| センサ            | AN/SPS-49 対空捜索レーダー                                                                |
| センサ            | AN/SPS-55 対水上捜索レーダー                                                              |
| センサ            | AN/SQS-56 船底装備ソナー                                                                  |
| センサ            | AN/SQR-19 曳航ソナー                                                                      |
| 電子戦            | AN/SLQ-32(V)5 ESM/ECM装置                                                                 |
| 電子戦            | Mk.36 デコイ発射装置                                                                      |
| モットー:         | Proud Defender                                                                            |

テイラー (USS Taylor,  FFG-50) は、アメリカ海軍のミサイルフリゲート。オリバー・ハザード・ペリー級ミサイルフリゲートの40番艦。艦名はベトナム戦争で戦死し、死後に海軍十字章を受章したパイロット、ジェシー・J・テイラー海軍中佐に因む。その名を持つ艦としては3隻目であるが、由来は3隻共全て異なる。

## 艦歴

### アメリカ海軍
テイラーはメイン州バスのバス鉄工所で1983年5月5日に起工する。1983年11月5日に進水し、1984年12月1日に就役した。命名はテイラー中佐の未亡人、バーバラ・A・テイラーと、彼女の花嫁付添人のダイアン・テイラー＝オウランドによる。
1985年から93年の間はサウスカロライナ州チャールストンを母港とした。1987年、大西洋常設海軍部隊（STANAVFORLANT）の一員として北欧に展開。また、1988年のアーネスト・ウィル作戦に参加し、ペルシャ湾に展開した。
1993年、母港をフロリダ州メイポート海軍補給基地に変更し、第24駆逐戦隊に所属する。
2008年8月、テイラーはドイツ海軍のブレーメン級リューベック、スペイン海軍のアルバロ・デ・バサン級アルミランテ・ファン・デ・ボルボーン、ポーランド海軍のO.H.ペリー級ゲネラウ・カジミェシュ・プワスキのNATO所属フリゲートと共に、黒海での演習のためにボスポラス海峡を通過した。これらは2007年10月時点で既に予定されていた演習だが、南オセチア紛争の当事者であるロシアが情勢への影響に対して懸念を表明した。2010年9月、ロシアの戦略爆撃機Tu-95に接近された。2014年1月8日、第5、第6艦隊への配備という最後の任務のために母港を離れる。2月にはソチオリンピックのサポートとして、第6艦隊旗艦・揚陸指揮艦マウント・ホイットニーと共に黒海に入る。2月12日、トルコのサムスン沖で停泊中に座礁。この事故により、艦長デニス・ヴォルペ中佐は更迭された。

### 台湾海軍
2014年12月4日、アメリカ上院は本艦を含む4隻のオリバー・ハザード・ペリー級を台湾へ売却する内容を含む法案を可決した。
2015年5月8日にアメリカ海軍を退役。その後Mk.13 Mod.4発射機及びMk.92 STIR FCSの再装備、衛星通信アンテナの換装等の工事を施した上で、2017年5月13日に高雄市の左営海軍基地に回航、艦名を銘傳（Ming Chuan, PFG-1112）と改名し中華民国海軍に引き渡された。再就役後、76 mm速射砲の砲塔をステルス性の高い多面体の砲塔に換装している。
2018年11月8日に左営基地で就役式が行われ、澎湖諸島の馬公港を母港とする海軍146艦隊に配属された。